# Jim Dunlop Crybaby

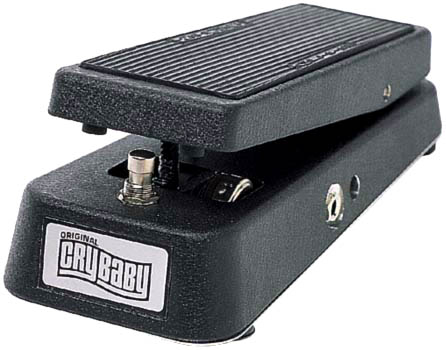
Jim Dunlop Crybaby

Jim Dunlop Crybaby – efekt gitarowy typu wah-wah. Poprzez poruszanie nogą na ruchomym pedale, gitarzysta uwypukla niektóre pasma częstotliwości, co sprawia, że gitara wydobywa z siebie charakterystyczne odgłosy, przypominające "kwakanie kaczki" (wah-wah) - stąd też potoczna polska nazwa - "Kaczka".

## Wersje Crybaby
- Oryginal Crybaby Wah - GCB95
- Crybaby Classic Wah - GCB95F
- Zakk Wylde Signature Wah - ZW45
- EVH Wah Wah - EVH95
- Crybaby Buddy Guy Signature Wah - BG-95
- Crybaby Slash Wah - SW-95
- Dimebag Wah - DB01
- Kirk Hammet Signature Wah - KH95
- Crybaby Multi-Wah - 535Q
- Crybaby Q Wah Wah - 95Q
- Mr Crybaby SUP V/W - EW-95V
- Bass Wah - White - 105Q
- Jerry Cantrell - JC-95

## Artyści używający Crybaby
- Steve Vai
- Joe Satriani
- John Petrucci
- Jerry Cantrell z zespołu Alice in Chains[1]
- Kirk Hammett z zespołu Metallica
- David Gilmour ex-członek Pink Floyd
- John Frusciante
- Slash Guns N' Roses oraz Velvet Revolver,

Wbrew wszelkim kampaniom marketingowym firmy Dunlop Manufacturing ani Jimi Hendrix, ani Eric Clapton nie korzystali z tego efektu. Obydwaj używali urządzeń firmy VOX. Potwierdzają to zdjęcia z koncertów, oraz nagrania wideo na których wyraźnie widać napis "VOX". Wah-Wah Hendriksa posiadał potem Stevie Ray Vaughan i był to faktycznie VOX.